# デラウェア郡 (インディアナ州)
デラウェア郡（英: Delaware County）は、アメリカ合衆国インディアナ州の東部に位置する郡である。人口は11万1903人（2020年）。郡庁所在地はマンシーであり、同郡で人口最大の都市である。
デラウェア郡はマンシー都市圏に属している。

## 歴史
デラウェア郡は1827年に設立された。郡名は現在も郡内に住んでいるデラウェア族インディアンから採られた。デラウェア族は1840年代に郡内から排除されたことになっている。郡内にはかつて、1811年にインディアンの蜂起を画策したテクムセの弟プロフェットが住んでいた。1810年代初期には最初の開拓者であるデイビッド・コナーが入ってきた。
南北戦争後、天然ガスが発見されて周辺地域で急速な工業化が進展し、デラウェア郡も経済の活況を経験した。
インディアナ州で最初の天然ガスは1876年に郡内イートンの町で発見された。ある会社が石炭を探鉱するために掘削を行って、600フィート (180 m) の深さに達すると、大きな騒音が起こり、悪臭を伴う噴霧がその穴から湧き出始めた。部分的な調査の後、地獄の天井を突き抜いたと結論づける者も多かったが、その穴は直ぐに埋められた。1884年、隣接するオハイオ州で天然ガスが発見され、住民が昔の事故を思い出し、現場に行って州内初の天然ガス井戸を開けた。このガスは豊富で強力だったので、火を付けるとその炎はマンシーの町からも見えた。

## 地理
アメリカ合衆国国勢調査局に拠れば、郡域全面積は395.91平方マイル (1,025.4 km2)であり、このうち陸地392.12平方マイル (1,015.6 km2)、水域は3.78平方マイル (9.8 km2)で水域率は0.95%である。

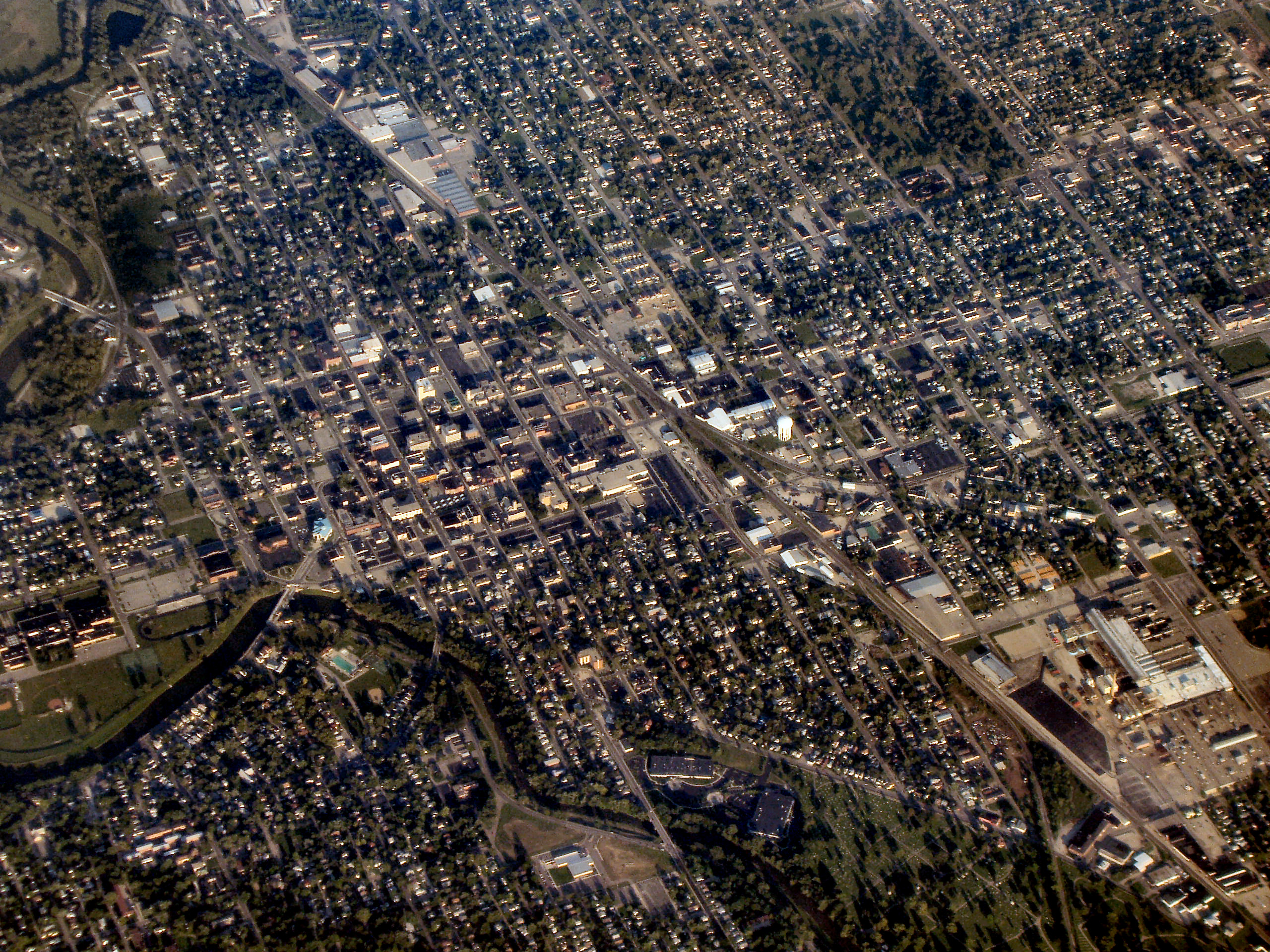
マンシー市の航空写真

### 主要高規格道路
| - 州間高速道路69号線 - アメリカ国道35号線 - インディアナ州道3号線 - インディアナ州道28号線 | - インディアナ州道32号線 - インディアナ州道67号線 - インディアナ州道167号線 - インディアナ州道332号線 |

### 隣接する郡
- ブラックフォード郡 - 北
- ジェイ郡 - 北東
- ランドルフ郡 - 東
- ヘンリー郡 - 南
- マディソン郡 - 西
- グラント郡 - 北西

## 気候と気象
近年、郡庁所在地であるマンシー市の平均気温は1月の16°F (-9 ℃) から7月の85°F (29 ℃) まで変化している。過去最低気温は1994年1月に記録された-29°F (-34 ℃) であり、過去最高気温は1988年6月に記録された102°F (39 ℃) である。月間降水量は1月の2.06インチ (52 mm) から6月の4.28インチ (109 mm) まで変化している。

## 郡政府
郡政府は憲法による政体であり、インディアナ州憲法とインディアナ州法典によって特別の権力を認められている。

### 郡政委員会
郡政委員会は郡政府の立法府であり、郡の歳出や歳入を管理している。委員は郡内の選挙区から選出され、任期は4年間である。給与、年間予算、特別支出を設定する責任がある。郡レベルで所得税や資産税、消費税、サービス税を課する限定付き権限があるが、所得税と資産税は州の承認を要する。

### 行政委員会
行政委員会は郡政府の行政府である。委員は郡全体を選挙区に選出され、任期は4年間で2年毎に半数が改選される。委員の一人、通常は最も経験のある者が議長になる。行政委員会は郡政委員会が決めた法を実行し、税金を集め、郡政府の日々の機能を管理する責任がある。

### 郡裁判所
郡は幾らかの民事訴訟を扱うことのできる小規模裁判所を維持している。判事は4年間任期で選出され、インディアナ州法廷弁護士協会の会員でなければならない。判事を補助するのがコンスタブルと呼ばれる法執行官であり、やはり4年間任期で選出される。特定の事件における判決に対しては、州レベルの巡回裁判所に控訴できる。

### 郡政府役人
上記以外に、保安官、検視官、監査官、財務官、登記官、測量士および巡回裁判所事務官が選挙で選ばれている。任期は4年間であり、郡政府の異なる部門を監督している。郡政府に選ばれる役人は支持政党を公にすることが求められ、また郡の住人でなければならない。
デラウェア郡はアメリカ合衆国下院議員インディアナ州第6選挙区に属している。インディアナ州議会上院では第26選挙区に属しており、下院では第33、第34および第35選挙区に属している。

## 人口動態
以下は2000年国勢調査による人口統計データである。
| 基礎データ - 人口: 118,769人 - 世帯数: 47,131 世帯 - 家族数: 26,692 家族 - 人口密度: 117人/km2（302人/mi2） - 住居数: 51,032軒 - 住居密度: 50軒/km2（130軒/mi2） 人種別人口構成 - 白人: 90.73% - アフリカン・アメリカン: 6.72% - ネイティブ・アメリカン: 0.23% - アジア人: 0.66% - 太平洋諸島系: 0.05% - その他の人種: 0.47% - 混血: 1.13% - ヒスパニック・ラテン系: 1.10% 先祖による構成 - アメリカ人：22.7% - ドイツ系：20.9% - イギリス系：12.2% - アイルランド系：9.8% | 年齢別人口構成 - 18歳未満: 22.1% - 18-24歳: 16.9% - 25-44歳: 25.6% - 45-64歳: 21.9% - 65歳以上: 13.5% - 年齢の中央値: 34歳 - 性比（女性100人あたり男性の人口） - 総人口: 92.2 - 18歳以上: 89.2 世帯と家族（対世帯数） - 18歳未満の子供がいる: 27.8% - 結婚・同居している夫婦: 48.5% - 未婚・離婚・死別女性が世帯主: 10.9% - 非家族世帯: 37.0% - 単身世帯: 28.2% - 65歳以上の老人1人暮らし: 10.4% - 平均構成人数 - 世帯: 2.37人 - 家族: 2.90人 収入と家計 - 収入の中央値 - 世帯: 34,659米ドル - 家族: 45,394米ドル - 性別 - 男性: 36,155米ドル - 女性: 23,268米ドル - 人口1人あたり収入: 19,233米ドル - 貧困線以下 - 対人口: 15.1% - 対家族数: 9.0% - 18歳未満: 15.7% - 65歳以上: 8.0% |

## 郡区
デラウェア郡は下記12の郡区に分割されている。
| - センター - デラウェア - ハミルトン - ハリソン | - リバティ - モンロー - マウントプレザント - ナイルズ | - ペリー - セイラム - ユニオン - ワシントン |

## 都市と町
| - マンシー - 郡庁所在地 - オルバニー - デールビル - イートン | - ガストン - セルマ - ヨークタウン |